# ISO 3166-2:NP
Kódy ISO 3166-2 pro Nepál identifikují 7 provincií (stav v roce 2023). První část (NP) je mezinárodní kód pro Nepál, druhá část sestává ze písmene a číslice identifikujících provincii.

## Seznam kódů
```
NP-P1 Koshī
NP-P2 Madhesh
NP-P3 Bāgmatī
NP-P4 Gandaki
NP-P5 Lumbini
NP-P6 Karnali
NP-P7 Sudūr Pashchim
```